# Steve Penney
Pour le footballeur nord-irlandais, voir Steve Penney (football).
Steve Penney (né le 7 février 1961 à Sainte-Foy, dans la province de Québec, au Canada) est un joueur professionnel canadien de hockey sur glace qui évoluait au poste de gardien de but.

## Biographie
Steve Penney débute dans la Ligue nationale de hockey en 1983 avec les Canadiens de Montréal. Il participe notamment à la série qui oppose les Canadiens aux Nordiques de Québec et qui mène à la Bataille du Vendredi saint ; la première bagarre générale, à la fin de la deuxième période, débute à côté de son but. Après une saison de routine, Jacques Lemaire est remplacé par Jean Perron. Ce dernier décide de gérer un système de trois gardiens de but. Steve Penney et Doug Soetaert sont donc rejoints par Patrick Roy. Ce dernier détrône Soetaert du poste de deuxième gardien de but puis remplace Penney comme gardien numéro un. Perron choisit Roy comme gardien des séries, décision basée sur la blessure récente de Penney, mais aussi sur le fait que Roy avait gagné la Coupe Calder avec les Canadiens de Sherbrooke, équipe-école des Canadiens de Montréal. Penney rejoint ensuite Winnipeg où il finit sa carrière deux ans plus tard.
Il est depuis le représentant d'une firme de lentilles optiques.

## Statistiques
| Saison     | Équipe                          | Ligue      |    | Saison régulière | Saison régulière | Saison régulière | Saison régulière | Saison régulière | Saison régulière | Saison régulière | Saison régulière | Saison régulière | Saison régulière |    | Séries éliminatoires | Séries éliminatoires | Séries éliminatoires | Séries éliminatoires | Séries éliminatoires | Séries éliminatoires | Séries éliminatoires | Séries éliminatoires | Séries éliminatoires |
| Saison     | Équipe                          | Ligue      | PJ | V                | D                | Pr/N             | Min              | BC               | Moy              | % Arr            | Bl               | Pun              | PJ               | V  | D                    | Min                  | BC                   | Moy                  | % Arr                | Bl                   | Pun                  |                      |                      |
| 1978-1979  | Cataractes de Shawinigan        | LHJMQ      | 36 |                  |                  |                  | 1 631            | 180              | 6,62             | 0                | 0                | 8                | 1                | 0  | 0                    | 4                    | 0                    | 0                    |                      | 0                    | 0                    |                      |                      |
| 1979-1980  | Cataractes de Shawinigan        | LHJMQ      | 31 | 9                | 14               | 5                | 1 682            | 143              | 5,1              | 0                | 0                | 31               | -                | -  | -                    | -                    | -                    | -                    | -                    | -                    | -                    |                      |                      |
| 1980-1981  | Cataractes de Shawinigan        | LHJMQ      | 62 | 30               | 25               | 4                | 3 456            | 244              | 4,24             | 0                | 0                | 45               | 5                | 1  | 4                    | 279                  | 21                   | 4,52                 |                      | 0                    | 0                    |                      |                      |
| 1981-1982  | Voyageurs de la Nouvelle-Écosse | LAH        | 6  | 2                | 1                | 1                | 308              | 22               | 4,29             | 0                | 0                | 6                | -                | -  | -                    | -                    | -                    | -                    | -                    | -                    | -                    |                      |                      |
| 1981-1982  | Generals de Flint               | LIH        | 36 |                  |                  |                  | 2 040            | 147              | 4,32             | 0                | 1                | 0                | 4                | 0  | 4                    | 222                  | 17                   | 4,59                 |                      | 0                    | 0                    |                      |                      |
| 1982-1983  | Generals de Flint               | LIH        | 48 |                  |                  |                  | 2 552            | 179              | 4,21             | 0                | 0                | 0                | 3                | 0  | 2                    | 111                  | 10                   | 5,4                  |                      | 0                    | 15                   |                      |                      |
| 1983-1984  | Voyageurs de la Nouvelle-Écosse | LAH        | 27 | 11               | 12               | 4                | 1 571            | 92               | 3,51             | 0                | 0                | 15               | -                | -  | -                    | -                    | -                    | -                    | -                    | -                    | -                    |                      |                      |
| 1983-1984  | Canadiens de Montréal           | LNH        | 4  | 0                | 4                | 0                | 239              | 19               | 4,76             | 83,5             | 0                | 0                | 15               | 9  | 6                    | 871                  | 32                   | 2,21                 | 91                   | 3                    | 2                    |                      |                      |
| 1984-1985  | Canadiens de Montréal           | LNH        | 54 | 26               | 18               | 8                | 3 244            | 167              | 3,09             | 87,6             | 1                | 10               | 12               | 6  | 6                    | 732                  | 40                   | 3,28                 | 86,7                 | 1                    | 0                    |                      |                      |
| 1985-1986  | Canadiens de Montréal           | LNH        | 18 | 6                | 8                | 2                | 987              | 72               | 4,38             | 83,9             | 0                | 0                | -                | -  | -                    | -                    | -                    | -                    | -                    | -                    | -                    |                      |                      |
| 1986-1987  | Jets de Winnipeg                | LNH        | 7  | 1                | 4                | 1                | 326              | 25               | 4,6              | 81,2             | 0                | 7                | -                | -  | -                    | -                    | -                    | -                    | -                    | -                    | -                    |                      |                      |
| 1986-1987  | Canadiens de Sherbrooke         | LAH        | 4  | 1                | 2                | 0                | 199              | 12               | 3,62             | 0                | 0                | 2                | -                | -  | -                    | -                    | -                    | -                    | -                    | -                    | -                    |                      |                      |
| 1987-1988  | Jets de Winnipeg                | LNH        | 8  | 2                | 4                | 1                | 384              | 30               | 4,68             | 83,8             | 0                | 0                | -                | -  | -                    | -                    | -                    | -                    | -                    | -                    | -                    |                      |                      |
| 1987-1988  | Hawks de Moncton                | LAH        | 28 | 9                | 14               | 4                | 1 541            | 107              | 4,17             | 0                | 0                | 4                | -                | -  | -                    | -                    | -                    | -                    | -                    | -                    | -                    |                      |                      |
| Totaux LNH | Totaux LNH                      | Totaux LNH | 91 | 35               | 38               | 12               | 5 180            | 313              | 3,63             | 0                | 1                | 17               | 27               | 15 | 12                   | 1 603                | 72                   | 2,7                  | 89                   | 4                    | 2                    |                      |                      |